# Peugeot Landtrek
Il Peugeot Landtrek è un'autovettura di tipo pick-up prodotta a partire dal 2020 dalla casa automobilistica francese Peugeot per i mercati africani, in particolar modo del Nordafrica e dell'America Latina.

## Descrizione

### Nascita del modello
Il veicolo, che condivide la piattaforma con il Changan Kaicene F70, viene prodotto dalla società cinese Shenzhen Baoneng Motor in Cina. Sono disponibili due motorizzazione entrambe a quattro cilindri: un benzina con una cilindrata di 2,4 litri da 210 CV o un turbodiesel con cilindrata di 1,9 litri da 150 CV, abbinati a un cambio manuale o automatico con la trazione che può essere solo posteriore o sulle quattro ruote motrici. Il cassone posteriore può contenere fino a 1,2 tonnellate, mentre attraverso un gancio di traino può rimorchiare fino a 3,5 tonnellate. L'altezza da terra, a seconda delle dimensioni degli pneumatici, può variare da 21,4 a 23,5 cm e può guadare corsi d'acqua con una profondità massima di 60 cm.